# Orchis simia
Orchis simia és una orquídia d'hàbitat terrestre, amb distribució típica a l'Europa Occidental i nord d'Àfrica. Les seves fulles són oblongues, amb una longitud de 5 cm, creixen des de nòduls subterranis rodons, de 6 cm de mida màxima.
Aquesta orquídia mesura entre 20 i 40 cm d'alçada, màxim 50 cm. És fàcilment reconeixible per la seva floració inversa: les flors de la part superior de la inflorescència s'obren abans que les de la base. El llavi és marcadament trilobat.

## Habitat i distribució
Es troba sobretot en prats i terrenys amb llum solar directa o poca ombra, des del nivell del mar fins a 1.550 m d'altitud. A Europa, hi ha registres de la seva presència a Albània, Alemanya, Bèlgica, Bòsnia i Hercegovina, Bulgària, Croàcia, Eslovènia Espanya (a la península i a les illes Balears), França (continental), Grècia (continental, a les illes de l'Egeu i a Creta), Hongria, Itàlia (continental), Luxemburg, Països Baixos, Regne Unit, Romania, Suïssa, Turquia, Ucraïna i Xipre. A la península Ibèrica s'ha localitzat a Navarra, Catalunya (sobretot comarques gironines); també es troba a les illes de Mallorca i Menorca. Hi ha constància d'un registre en el massís Segura-Cazorla, però només hi ha estat descrita una vegada.
A Catalunya n'hi ha mes ressenyes a les comarques del Bages, Solsonès, Garrotxa o Selva.

## Estat de conservació
En la llista vermella de la UICN (Unió Internacional de Conservació de la Natura), Orchis simia està classificada en la categoria de «risc mínim» (least endangered). Això és perquè, tot i ser una espècie distribuïda en una zona molt gran, que ultrapassa els límits mínims per considerar que una espècie està amenaçada, hi ha llocs on és escassa i es troba amenaçada localment.